# L'Île inconnue
Pour plus de détails, voir Fiche technique et Distribution.
L'Île inconnue (titre original : Unknown Island) est un film d'aventures de série B américain réalisé par Jack Bernhard, sorti en 1948. 
Il s'agit du premier film dans lequel les dinosaures sont joués par des acteurs dans des costumes.

## Synopsis
Pendant la guerre, Ted Osborne a survolé une île où il aurait vu des créatures géantes. Aidé par sa fiancée, ils vont convaincre le capitaine Tarnovski, un vieux loup de mer, de monter une expédition là-bas, pour ramener des épreuves photographiques. Aussitôt débarqués sur l’île, les aventuriers vont se retrouver face à des monstres terrifiants, tout droit sortis de la préhistoire...

## Fiche technique
- Titre : L'Île inconnue
- Titre original : Unknown Island
- Réalisation : Jack Bernhard
- Scénario : Jack Harvey, d'après une histoire de Robert T. Shannon
- Chef opérateur : Fred Jackman Jr.
- Musique : Raoul Kraushaar
- Montage : Harry W. Gerstad
- Production : Albert J. Cohen
- Durée : 75 minutes
- Date de sortie : 
  -  États-Unis : 15 octobre 1948

## Distribution
- Virginia Grey : Carole Lane
- Phillip Reed : Ted Osborne
- Richard Denning : John Fairbanks
- Barton MacLane : Capitaine Tarnowski
- Dick Wessel : Sanderson
- Dan White : Edwards
- Phil Nazir : Golab
- Ray Corrigan
- Snub Pollard

## DVD
Sortie en DVD aux États-Unis en 1999 et en France en 2010.